# Бертоцци, Андреа
Андреа Луиза Бертоцци (англ. Andrea Louise Bertozzi; род. 30 июля 1965, Бостон, Массачусетс) — американский математик, специалист по прикладной математике. Доктор философии (1991), профессор Калифорнийского университета в Лос-Анджелесе, член Национальной АН США (2018).

## Биография
Окончила Принстонский университет, где получила степени бакалавра (1987), магистра (1988) и доктора философии (1991) по математике. В 1991—1995 годах — постдок в Чикагском университете. В 1995—1996 годах работала в Аргоннской национальной лаборатории. С 1995 по 2004 год — ассоциированный профессор в университете Дьюка, с 1999 года — также профессор математики и физики; являлась директором университетских центра и программы. С 2003 года — профессор Калифорнийского университета в Лос-Анджелесе и с 2005 года — его директор по прикладной математике.
Член Американской академии искусств и наук (2010) и SIAM Fellow (2010), фелло Американского математического общества (2013, в числе первых удостоенных) и Американского физического общества (2016).
Андреа Бертоцци должна была прочитать Нётеровскую лекцию 2021 года, но она была отменена из-за тематики (математического моделирования упреждающего обеспечения правопорядка), которая стала проблемной во время протестов Джорджа Флойда: «Это решение было принято, когда многие из этой нации поднялись в знак протеста по поводу расовой дискриминации и жестокости со стороны полиции».
Член редколлегий многих изданий.
Имеет два патента США.

## Семья
Младшая сестра — химик Каролин Бертоцци.

## Награды и отличия
- Стипендия Слоуна (1995)
- ONR Young Investigator Award (1996)
- Presidential Early Career Award for Scientists and Engineers[англ.] (1996)
- AWM-SIAM Sonia Kovalevsky Lecture (2009)
- Почётный доктор Claremont Graduate University[англ.] (2014)
- SIAM Outstanding Paper Prize (2014, вместе с Arjuna Flenner)
- Thomson Reuters Highly Cited Researcher (2015)
- Clarivate Analytics Highly Cited Researcher (2016)
- Simons Math+X Investigator award (2017)